# Aichi H9A
Il Aichi H9A (?), identificato anche come Idrovolante da addestramento per la Marina Tipo 2 (二式練習飛行艇?), era un idroaddestratore bimotore ad ala alta a parasole e a scafo centrale sviluppato dall'azienda giapponese Aichi Tokei Denki KK dalla fine degli anni trenta ed impiegato dalla Dai-Nippon Teikoku Kaigun Kōkū Hombu, la componente aerea della Marina imperiale giapponese, durante le fasi della seconda guerra mondiale.
Rimasto sconosciuto agli osservatori alleati sino alla fine del conflitto, il modello non ottenne mai un nome in codice identificativo.

## Storia del progetto
Nei tardi anni trenta, nell'ambito di un programma di aggiornamento della propria flotta aerea, la Marina imperiale giapponese emise una specifica per la fornitura di un nuovo modello di idrovolante destinato alla formazione dei nuovi equipaggi a loro volta destinati al futuro grande idrovolante multiruolo quadrimotore Kawanishi H8K "Emily". Il nuovo modello doveva essere fornito in tre prototipi destinati a prove di valutazione. La Aichi rispose con un progetto, la cui designazione aziendale era AM-212, già avviato nel gennaio 1940, un idrovolante monoplano bimotore a scafo centrale caratterizzato dall'ala posizionata alta a parasole e dallo scafo fornito anteriormente da una serie di finestrelle. Il modello, che normalmente poteva contare su di un equipaggio di cinque membri (pilota, co-pilota, osservatore, ingegnere di volo ed operatore radio) era comunque dotato di tre posti addizionali per gli eventuali allievi.
I tempi di realizzazione permisero di portare in volo per la prima volta il primo dei tre esemplari previsti già nel settembre successivo.

## Impiego imperativo
Gli H9A iniziarono ad essere consegnati ai reparti dal maggio 1942 fino al mese successivo e benché fosse un modello destinato alla formazione degli equipaggi destinati agli idrovolanti venne utilizzato in numerosi altri ruoli, incluse missioni di pattugliamento marittimo delle coste del Giappone, come aereo da trasporto militare, voli per il lancio di allievi paracadutisti e come aereo di collegamento.

## Versioni
H9Aprototipo, 3 esemplari costruiti dalla Aichi.
H9A1versione di serie, 24 esemplari costruiti dalla Aichi più 4 addizionali realizzati dalla Nippon Hikōki.

## Utilizzatori
Giappone
- Dai-Nippon Teikoku Kaigun Kōkū Hombu